# أنطوان ريتشاردسون
أنطوان إدوارد ريتشاردسون (من مواليد 8 أكتوبر 1983) هو مدرّب بيسبول محترف من جزر البهاما ولاعب دفاع سابق وهو أوّل مدرّب أساسي لفريق سان فرانسيسكو جاينتس في دوري البيسبول الرّئيسي (MLB). لعب في دوري البيسبول الرّئيسي لصالح فريق أتلانتا بريفز ونيويورك يانكيز. قبل مسيرته الاحترافية، لعب البيسبول الجامعي في كليّة مجتمع بالم بيتش وجامعة فاندربيلت. شغل أيضًا منصب مدرّب مقاعد البدلاء لفريق البيسبول الوطني لبريطانيا العظمى لعام 2023.

## شخصي
ولد ريتشاردسون في ناسو، في جزر البهاما. نشأ وترعرع في جزر الباهاما، وترعرع في كنف أمّه وأجداده. في الصف السّابع، تمّ استبعاده من فريق الكرة اللينة في مدرسته.
بعد أيامه في اللعب، أسس ريتشاردسون منظمة غير ربحية مشروع الحجر الجيري لتقديم برامج للشباب تشجع الشباب على احترام أقرانهم، والعمل معًا، وتحديد أهدافهم، ووضعهم على الطّريق الصّحيح لتحقيق تلك الأهداف. وينصب تركيزها في الفصول الدّراسية، وفي الرّياضة، وفي المجتمع.

## المدرسة الثانوية والكلية
التحق ريتشاردسون بمدرسة التراث الأمريكي الثانوية في ديلراي بيتش، إحدى ضواحي بوكا راتون، فلوريدا ، في منحة دراسية بعد أن لاحظه مدرّب من المدرسة. هناك، لعب البيسبول وكرة القدم وكان بمثابة تحيّة للفصل.   بصفته أحد كبار السّن، تمّ تعيينه في الفريق الثّاني للبيسبول في المدرسة الثّانوية من الدّرجة الأولى على مستوى الولاية لعام 2001 من قبل رابطة الكتاب الرّياضيين في فلوريدا.
ثمّ التحق بكلّية مجتمع بالم بيتش بمنحة رياضيّة، وفوّت فرصة الالتحاق بجامعة براون بمنحة دراسيّة كاملة. التحق ريتشاردسون بعد ذلك بجامعة فاندربيلت، حيث لعب البيسبول الجامعيّ لفريق فاندربيلت كومودوريس للبيسبول من عام 2004  إلى عام 2005   تمت صياغته في الجولة السابعة والعشرين من مسودة دوري البيسبول الرّئيسي لعام 2001 خارج المدرسة الثّانوية، والجولة السّابعة والعشرون من مسودة دوري البيسبول الرئيسي لعام 2002، والجولة الثّالثة عشرة من مسودة دوري البيسبول الرّئيسي لعام 2004، والجولة الخامسة والثلاثين من مسودة دوري البيسبول الرئيسي لعام 2005. مشروع البيسبول. في عام 2004، لعب البيسبول الصّيفي الجماعي مع فريق أورليانز كاردينالز من دوري كيب كود للبيسبول. في شهر ديسمبر عام 2008 حصل على شهادته في الهندسة من جامعة فاندربيلت.

## اللعب الوظيفي

### عمالقة سان فرانسيسكو
وقّع فريق سان فرانسيسكو جاينتس مع ريتشاردسون بعد أن أخذوه في الجولة 35 من مسودة دوري البيسبول الرئيسي لعام 2005. في عام 2005 ضرب .321/.465 (الرابع في الدوري)/.378 مع 45 نقطة (متعادل في صدارة الدوري)، 44 مشيًا (يتصدر الدوري)، 7 ضربات تضحية (تعادل في المركز الثاني في الدوري)، 8 ضرب بالملعب (تعادل بالمركز الخامس في الدوري) و 40 قاعدة مسروقة (يقود الدوري) في 193 في الخفافيش لـAZL عمالقة، وكان نجم كل نجوم دوري أريزونا بعد موسم 2005. في عام 2006 ضرب .292 / .381 / .366 مع 7 ضربات تضحية (تعادل في المركز السابع في الدوري) و 66 قاعدة مسروقة (الثّالثة) في 418 مضربًا لأوجستا جريينجاكيتس من تصنيف A دوري كاليفورنيا.
في عام 2007، ضرب .279/.399/.362 مع 7 ثلاثيات (الثّاني في الدوري)، و67 مشيًا (الخامس)، و11 ضربة بالملعب (التاسع)، و43 قاعدة مسروقة (الثانية) في 384 في الخفافيش لصالح سان. خوسيه جاينتس من فئة A-متقدم رابطة جنوب الأطلسي. أمريكا البيسبول اختار ريتشاردسون كأفضل لاعب دفاعي في منظمة العمالقة.  في عام 2008، ضرب 0.241/.356/.329 مع 12 ضربة في الملعب (يتصدّر الدّوري)، و10 ضربات تضحية (السّادسة)، و33 قاعدة مسروقة (يقود الدّوري) في 365 ضربة مضرب لصالح فريق كونيتيكت ديفندرز. فئة AA الدّوري الشّرقي.
بدأ ريتشاردسون موسم 2009 مع ولاية كونيتيكت، وضرب.207 / .320 / .287 في 87 ضربة مضرب. أطلق العمالقة سراحه في 24 يوليو / تموز 2009.  

### منشورات شاومبورج
ثمّ لعب للفترة المتبقيّة من عام 2009 وبداية عام 2010 لصالح فريق شاومبورج فلايرز من رابطة الشّمال المستقلّة. في عام 2009 ضرب .287 / .419 / .404 مع 20 قاعدة مسروقة في أربع وتسعين مضربًا، وفي عام 2010 ضرب ريتشاردسون 0.375 / .474 / .438 في ستة عشر مضربًا.

### اتلانتا الشجعان
في مايو 2010، وقع ريتشاردسون عقد دوري ثانوي مع فريق أتلانتا بريفز. في الفترة المتبقية من موسم 2010، لعب بشكل أساسي لصالح فريق ميسيسيبي برافيس في فئة AA الدوري الجنوبي، وضرب.279/.393 (العاشر في الدّوري)/.316 مع 12 ضربة بالملعب (الرّابع) و24 قاعدة مسروقة في 272. في الخفافيش.
لعب ريتشاردسون معظم عام 2011 مع فريق ميسيسيبي برافيس وضرب .283 / .430 (تعادل في المركز الثّاني في الدوري خلف بول جولدشميت ) / .327 مع 11 ضربة بالملعب (الخامس) و 17 قاعدة مسروقة في 272 ضربة مضرب. لقد كان 2011 منظمة اتلنتا برافيس كل النجوم MiLB.com.
تم استدعاء ريتشاردسون إلى الشركات الكبرى لأول مرة في 4 سبتمبر 2011، وسجل أول نجاح في مسيرته المهنيّة، بضربة واحدة في الملعب الأيمن، من جرّة لوس أنجلوس دودجرز كلايتون كيرشو في أول مسيرته في الدّوري الرّئيسي في الخفافيش. أصبح سادس لاعب من جزر البهاما يلعب في الدّوريات الكبرى. لقد ضرب 2 مقابل 4 بقاعدة مسروقة في عام 2011 لصالح الشّجعان.

### بالتيمور أوريولز
في 31 ديسمبر 2011، وقع ريتشاردسون عقد دوري ثانوي مع فريق بالتيمور أوريولز.  في عام 2012، لعب بشكل أساسي لصالح فريق باوي بايسوسك من فئة AA الدّوري الشرقي ، وضرب .279/.415 (الثّالث في الدّوري)/.331 مع 8 ضربات تضحية (الخامسة) و26 قاعدة مسروقة (السّادسة) في 290 مضربًا.
لعب ريتشاردسون ثلاث مباريات لفريق بريطانيا العظمى في تصفيات عالم البيسبول الكلاسيكي في عام 2012، حيث ذهب 1 مقابل 10 مع المشي.

### مينيسوتا توينز

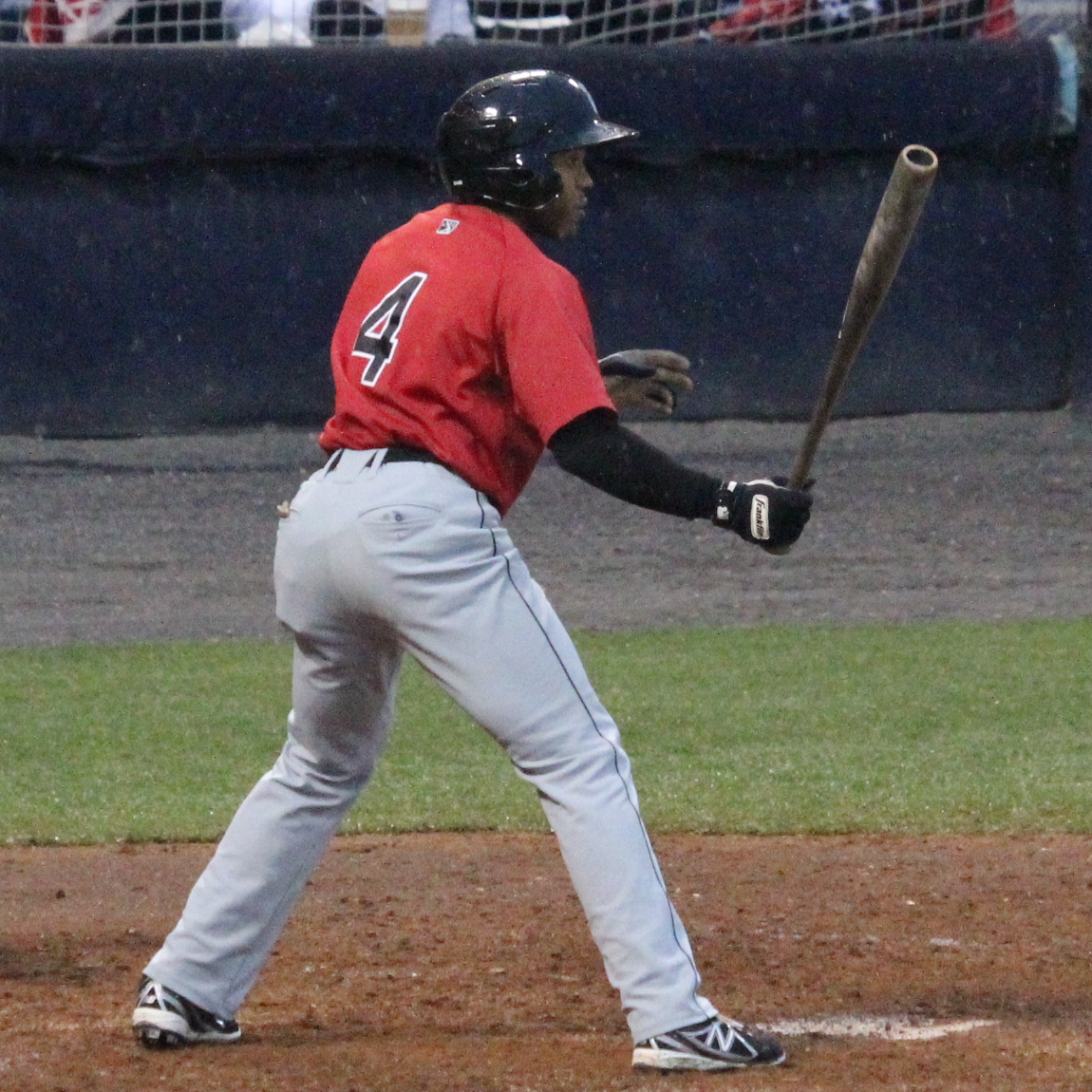
ريتشاردسون مع نيو بريتن روك كاتس في عام 2013

وقّع مع منظمة مينيسوتا توينز في فبراير 2013، ولعب مع المنظمة في ذلك الموسم. قام بتقسيم الموسم بين نيو بريتن روك كاتس من الدوري الشرقي، الذي ضرب من أجله .336 / .456 / .403 مع 14 قاعدة مسروقة في 119 مضربًا، و روتشستر ريد وينجز من فئة AAA الرابطة الدولية، ل الّذي ضربه .265 / .381 / .358 مع 9 ضربات تضحية (تعادل بالمركز الثّالث في الدّوري) و 25 قاعدة مسروقة (الخامسة؛ بينما تمّ القبض عليه مرتين) في 302 ضربة مضرب. كان ريتشاردسون أحد نجوم منظمة MiLB.مينيسوتا توينز لعام 2013.

### فريق اليانكي في نيويورك

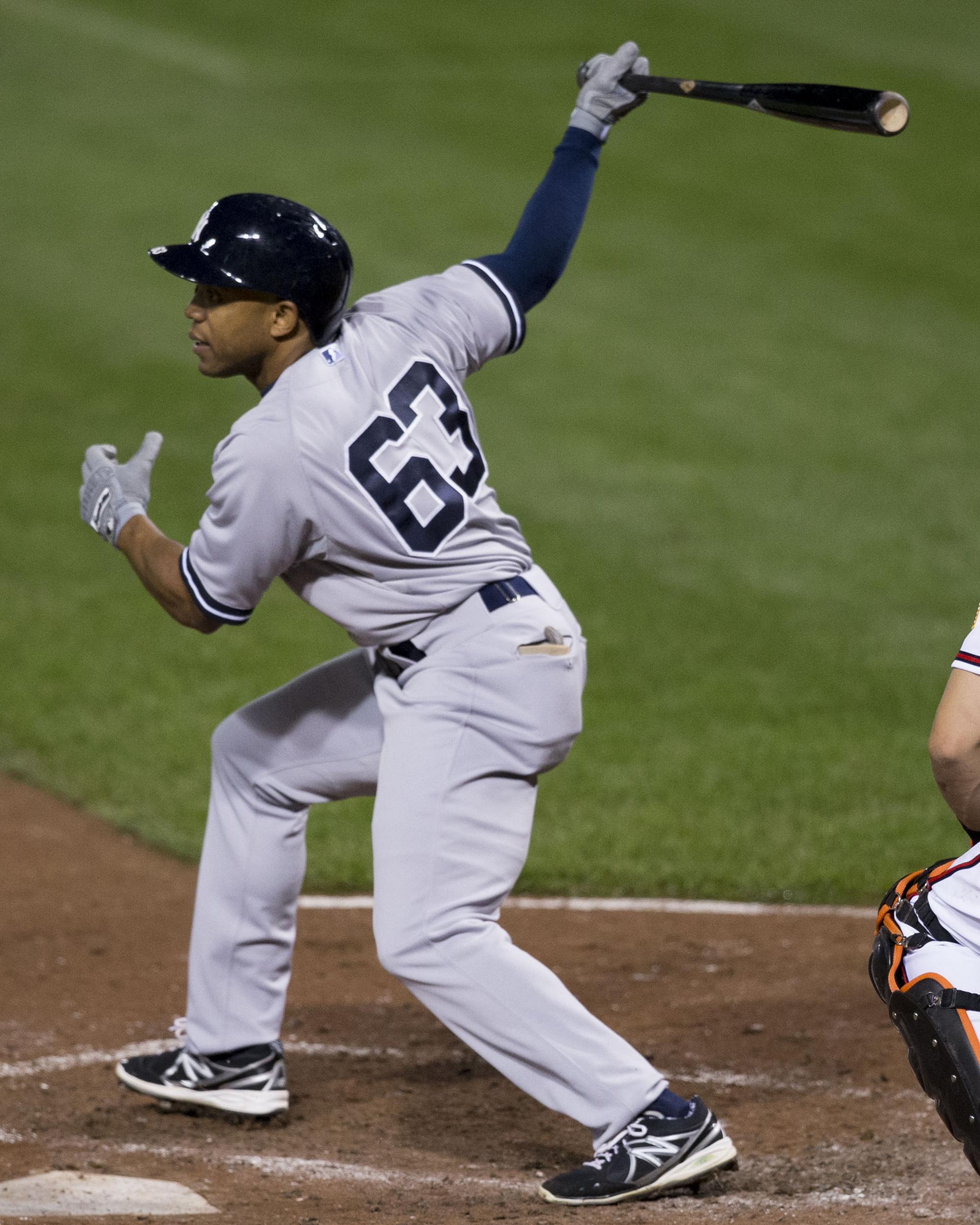
ريتشاردسون يضرب لفريق نيويورك يانكيز في عام 2014

في الثالث عشر من شهر نوفمبر 2013، وقّع ريتشاردسون عقد دوري ثانوي مع فريق نيويورك يانكيز. بعد أن لعب موسم الدّوري الثّانوي مع فريق سكرانتون/ ويلكس باري ريل رايدرز في الدوري الدولي الذي ضرب من أجله .271/.380/.364 مع 14 ضربة في الملعب (يتصدر الدوري)، وسبع ضربات تضحية (تعادل في المركز التاسع)، و 26 قاعدة مسروقة (الخامسة ؛ أثناء القبض عليهم مرة واحدة) في 258 مضربًا ، قام يانكيز بترقية ريتشاردسون إلى الدوريات الكبرى في 2 سبتمبر 2014.
في 25 سبتمبر، ركض ريتشاردسون لخوسيه بيريلا في الجزء السفلي من الشّوط التّاسع ضدّ فريق بالتيمور أوريولز. لقد سجّل الجولة الفائزة في أغنيّة فردية لديريك جيتر في ملعب يانكي الأخير في مسيرة جيتر المهنيّة. بشكل عام، بالنّسبة لهذا الموسم، حصل على خمس ضربات في 16 ضربة مضرب (متوسّط الضّرب 0.313)، إلى جانب خمس قواعد مسروقة دون أن يتمّ القبض عليه. بعد الموسم، تمّ استبعاده من قائمة يانكيز.

### تكساس رينجرز
في 11 ديسمبر 2014، وقع ريتشاردسون عقد دوري ثانوي مع فريق تكساس رينجرز. خضع لعملية جراحية في الظهر بسبب انتفاخ القرص الفقري في 27 مارس 2015، وتم وضعه على قائمة المعاقين لمدة 60 يومًا. في أثناء إعادة التأهيل في AAA في يوليو، أصيب بضربة في الملعب وأصيب بكسر في قدمه.  بالنسبة لموسم 2015، كان لديه 37 فقط في المضرب بين آزل رينجرز و راوند روك اكسبرس..

### بيتسبرغ بايرتس
وقع ريتشاردسون عقد دوري ثانوي مع فريق بيتسبرغ بايرتس لموسم 2016، ودعا القراصنة ريتشاردسون إلى تدريبات الربيع.  كان لديه 16 في الخفافيش لهنود إنديانابوليس وتمّ إطلاق سراحه في الخامس والعشرين من شهر أبريل عام 2016. 

### لوس انجليس دودجرز
وقع ريتشاردسون عقد دوري ثانوي مع فريق لوس أنجلوس دودجرز في 29 أبريل 2016، بعد أن أطلق سراحه من قبل القراصنة قبل يومين فقط. أطلق دودجرز سراحه لاحقًا في 22 يونيو 2016، بعد أن وصل إلى 0.222 في 15 مباراة لصالح أوكلاهوما سيتي دودج. تقاعد في السابع من شهر مارس 2017 عن عمر يناهز 33 عامًا.
في مسيرته التي استمرت 12 موسمًا في الدّوري الثّانوي، بينما كان يلعب في المقام الأوّل في مركز الوسط، ضرب ريتشاردسون .273 / .392 / .342 في 3107 في الخفافيش بينما سرق 331 قاعدة وتمّ القبض عليه 58 مرة. في البطولات الكبرى، ضرب .350/.381/.350 في 20 ضربة مضرب بينما كان يسرق ستّ قواعد دون أن يتمّ القبض عليه.

## مهنة التدريب
في فبراير 2019، تم تعيين ريتشاردسون كمنسق ميداني ومنسق دوري ثانوي لفريق سان فرانسيسكو جاينتس. 
في 23 ديسمبر 2019، تم تعيين ريتشاردسون مدربًا أساسيًا لفريق سان فرانسيسكو جاينتس تحت قيادة المدير الجديد غابي كابلر ، مع مسؤوليّة إضافيّة تتمثّل في تدريب لاعبي العمالقة الأساسيّين ولاعبي الدّفاع. 
خلال الجزء العلوي من الشوط الثالث من المباراة ضد سان دييغو بادريس في 12 أبريل 2022، تم طرد ريتشاردسون لأول مرة في مسيرته في MLB بأيّ صفة بعد الدّخول في جدال مع مدرب بادريس الأساسي الثّالث مايك شيلدت. تبعت الحجة بعد أن سرق ستيفن دوجار القاعدة الثّانية بفارق 9 أشواط على بادريس في الشّوط الثّاني. أدّى هذا الطّرد إلى أن تصبح أليسا ناكين أوّل امرأة تظهر كمدربة على أرض الملعب (قاعدة) في إحدى مباريات الدّوري الرّئيسي عن طريق استبدال ريتشاردسون المطرود.

## روابط خارجية
- إحصائيات المهنة من MLB · ESPN · Baseball Reference · Fangraphs · Baseball Reference (Minors) · Retrosheet

- ARichardson242على تويتر.